# مهرزاد مرعشي
مهرزاد مرعشي (بالفارسي:مهرزاد مرعشی, بالألمانية:Mehrzad Marashi)؛(ولد في 20 سبتمبر 1980 في إيران) هو مغني إيراني-ألماني وفائز دويتشلاند سوخت دن سوبر ستار الموسم السابع.

## النشأة
مهرزاد مرعشي ولد في 20 سبتمبر 1980 في إيران. في سن السادسة جاء إلى هامبورغ، ألمانيا مع أسرته، بسبب الحرب في إيران. في سن الثانية عشر اكتشف حبه للموسيقى عندما كتب أغنيته الأولى. لقد حسب أغنيته كقصيدة عندما كتبها، ولكن مهرزاد قال: «لقد أحضر لحني الخاص إلى الأغنية، وأدركت بسرعة أن الأغنية لا تبدو بغاية السوء،». الموسيقيين المفضلين لمهرزاد هم كزافييه نايدو، يونيل ريتشي وبويز تو مين. وانضم إلى كورس أنجيلي، حين معلميه رأوا فيه موهبة كبيرة بسرعة. في وقت لاحق، مع اثنين من أصدقائه، مهرزاد مرعشي شكل الفرقة «رياليز»، والتي تغنى بها أغاني لبويز فو مين.

## روابط خارجية
- مهرزاد مرعشي على موقع IMDb (الإنجليزية)
- مهرزاد مرعشي على موقع ميوزك برينز (الإنجليزية)
- مهرزاد مرعشي على موقع أول ميوزيك (الإنجليزية)
- مهرزاد مرعشي على موقع ديسكوغز (الإنجليزية)